# ロミオ・ロドリゲスJr.
ロミオ・ロドリゲス Jr.（英語:  Romeo Rodriguez Jr.、1972年11月18日 - ）は、実業家、投資家、作家、メンタリスト。香港生まれ。株式会社『メタ・メタル,東京』代表取締役、『META-METAL,CONGO』代表取締役。

## 概要
1972年（昭和47年）生まれ。実業家、投資家、作家、プロフェッショナル・メンタリスト、オンラインカジノアドバイザー。説得術、交渉術のエキスパートであり、ビジネス心理専門家。
4カ国語（日本語・英語・北京語・広東語）を操る。
2009年（平成21年）香港に渡り、経営、マネージメント、ビジネスのゲーム性に心を惹かれ、得意としていた心理術と共通点を見い出し、独自のビジネス心理方法論を作り上げ、2010年（平成22年）香港大学（世界大学ランキング27位）専修科でメンタリズムの講師。香港の大富豪、芸能人や著名人など多くのVIPクライアントを持つ。
相手の心を読み、暗示をかけ、誘導するエンターテンメント「メンタルマジック」を日本に確立させた第一人者。

## 経歴

### 幼少期・両親の死
1972年（昭和47年）香港にて生まれる。メキシコ人の父はミュージシャンとして生計を立て、中国人と日本人のハーフである母は貿易会社の社長秘書をしていた。生後１年は香港にいたが、一家はイギリスに移り、マンチェスターで暮らすことになる。父親がミュージシャンとして成功していたため、家庭環境は裕福だった。プール付きの豪邸に住み、小学校への通学は車での送り迎えがつく。ホームパーティーもよく行ない、お金持ちの同級生たちが遊びに来た。喘息気味で、運動を禁じられていたロミオは、インベーダーゲームに熱中した。
ロミオが9歳のとき、仕事先のアメリカで母が脳腫瘍で倒れた。いったんイギリスに戻ったが、日本の病院でしか手術ができないと言われる。母方の伯母を頼り、神戸の病院に入院するものの死去。母の命日から１週間後、父が運転する車と大型トラックが衝突し、死去。たった1週間で両親を失った。それ以降、神戸の伯母のもとに預けられる。

### 日本に転居
料理人をしていた伯父からスポーツを勧められ、中学進学後は野球部に入部。魔術や占い、マジックに酔狂し、独学で勉強したタロット占いやマジックをクラスメートに試してみた。家には居場所がないと感じていたからこそ、それを忘れさせてくれる神秘的な世界に心が躍った。さらに伯父と伯母と仲違いが増え、ケンカ、万引き、学校や警察からの呼び出しと非行に走る。
中学卒業を機に、伯母一家から離れたいという思いで、三重県の水産高校に進学。そこでボクシングと出会った。映画『ロッキー』に感化され、学業そっちのけで、ボクシング一筋の高校生活を送った。
高校卒業後は、田舎暮らしに飽き、神戸に戻り、建築現場で建材を運ぶ仕事をした。そんな折、カナダにいる母方から祖母から声をかけてもらいトロントに移住の地を作る。日本で肉体労働をして稼ぎ、その資金を元にカナダで生活。カナダと日本の往復生活が30歳まで続くことになった。

### 日本とカナダの往復生活
カナダでは人生を変える出会いが幾つもあった。その１つが「カジノ」で、現地のクラブで仲良くなった友人が、連れて行ってくれた。カジノのきらびやかな世界観にハマリ、アメリカ・ラスベガスにまで足を伸ばした。その後、カナダでカジノディーラーとして働き出す。
27歳のとき、事件に巻き込まれる。のちに無罪で出られたものの、ギャング同士の縄張り争いのケンカに巻き込まれて捕まり、拘置所に送られた。数か月にもわたる拘置所生活を終えて、改めて自分の人生について考えた。このままだと本当にダメになる。出した結論は、日本に戻ることだった。

### 日本初のメンタリズムバー開店
2002年（平成14年）神戸に戻り、肉体労働で食いつなぎながら、友人がやっているバーに頼み、タダでいいからとマジックを披露し、腕をあげていく。ある日、街で中学時代の同級生にばったり遭遇し、中学の同窓会に誘われた。そこでマジックを披露すると拍手喝采を浴びた。大阪のミナミにあるフードテーマパークをプロデュースする同級生から「うちの店でもやってよ」と頼まれ行ってみると、閉店する店の代わりに、新たにマジックバーを開店してほしいという内容だった。
昔、ラスベガスに行ったときに見たメンタリストのマックス・メイビンの光景が脳裏から離れなかったこともあり、日本初の「メンタリズムバー」を開店する。メンタリズムをベースにした「メンタルマジック」は口コミで評判になり、開店2か月後には、近所の宗右衛門町に、2店目のマジックバーを開店する。日中はフードテーマパーク、夜から翌朝は宗右衛門の店と二重生活が5年近く続いた。この店で、後妻となる女性と出会う。

### 香港へ逃避行
2008年（平成20年）リーマンショックが起き、店から客の足が遠のき始めたことから2軒とも店を閉める。店に来ていた太客の女性から東京でマネージメントをさせてほしいと言われ、上京。しかしパスポートを取り上げられ、常に行動を監視、友人や家族との関わりを遮断。遂には霊能者として売り出そうとされ、今の妻と2009年（平成21年）香港へ逃避行する。
香港では日本語教室の教師のアルバイトで食いつなぎながら、日本人が経営するバーでマジックを披露し、チップを貰う暮らしを送っていた。ところが、バーの店長が連続で辞めてしまい、オーナーに店を任せてもらえないかと直談判したところ、日本での実績を買われ、香港版「メンタリズムバー」を開店することとなった。口コミで客が増える中、客の1人に香港大学に勤める人物がおり、大富豪主催のパーティーや、メディアが来るパーティーに次々と連れられた。その流れで、2010年（平成12年）に香港大学専修科で「メンタリズム」の講師として抜擢される。香港大富豪、芸能人や著名人など多くのVIPクライアントを持つことになる。

### 家族・父となる
香港暮らしから3年が経った頃、妻に新しい命が宿る。父となる決意と、英語が得意ではない妻を案じ、日本にいる家族のサポートを受けるため、日本に帰国。子育てを考え、妻の実家がある福井県に移住することにした。
2015年（平成27年）日本一を決めるメンタリスト大会「メンタリスト・バトルロワイヤル」で初代王者に輝く。同年、『一般社団法人日本マインドリーディング協会（JMRA）』を立ち上げ、マインドリーディングの発展のため活動の幅を広げる。
2017年（平成29年）メンタリスト統一王者を決定する「メンタリスト・チャンピオンカーニバル」で優勝。
過去の実績や交友関係もあり、東京でのメンタリズムショーの依頼が来るなど、次々と評判が呼び、規模が大きくなっていった。そんな中でも、メンタリストの徒弟制度を開設し、次世代なるメンタリスト育成に力を入れる。心理学の素養を生かした「ビジネス心理術」セミナー講師、「一般社団法人日本マインドリーディング協会」（理事就任）、「マインドリーダー」の育成団体を設立する。独自のビジネス心理方法論を元にしたセミナーを開催し、サービスや接客業のビジネス現場でいかにお客の心を読むかを指導。インターネット事業でも多方面にビジネスを展開し、オンラインカジノアドバイザーとしても活躍しており、カジノ運営、投資、マネージメント、またプレイヤーの心理分析なども手掛けている。
現在は「ザ・スーパーメンタリズム・エンターテイメント」を主催し、世界各地で超心理術エンターテイメントショーを展開。

## 人物
- 『ロミオ・ロドリゲス・Jr.』はペンネームではなく本名である[4]。
- 4カ国語（日本語・英語・北京語・広東語）を話せる[2]。
- 4児の父[1]
- 趣味はボクシング[1]
- ビジネス心理術に特化した説得術、交渉術、読心術、営業術、人心掌握術を得意としている[1]。
- 『メンタリズム日本一が教える 「8秒」で人の心をつかむ技術』の著書・大久保雅士は弟子である。大久保が28歳のとき、弟子を取らないことで有名なロミオ・ロドリゲスjrに志願し、2016年に日本一を決める大会「メンタリズム・バトル・ロワイアル」で優勝する[5]。

## 著書
- 『第六感スピリチュアルパワーを磨く』（生活文化出版、2007年2月1日）　ISBN 9784903755014[6]
- 『恋愛がうまくいく50のレシピー』（2014年8月11日）　ASIN B00MNBFGWG[6]
- 『97％の人を上手に操る ヤバい心理術』（SBクリエイティブ、(2015年6月19日)　ISBN 978-4797380446[6]
- 『3分で人生が激変する本』（JMRAパブリッシング、2015年11月22日）　ASIN B01723C5XC[6]
- 『他人が必ず、あなたに従う黒すぎる心理術』（PHP研究所、2016年4月18日)　ISBN 978-4569833675[6]
- 『気づかれずに主導権をにぎる技術』（サンクチュアリ出版、2017年2月27日）　ISBN 978-4801400382[6]
- 『メンタリズムで相手の心を97%見抜く、操る! ズルい恋愛心理術 』（SBクリエイティブ、2017年3月17日)　ISBN 978-4797390988[6]
- 『流れを操り、勝負を支配する 絶対に勝つ黒い心理術』（PHP研究所、2017年6月16日)　ISBN 978-4569838359[6]
- 『あなたの人生を変える死神の３つの教え』（RRパブリッシング、2018年2月19日）　ASIN B079YB5Z9K
- 『仕事は嫌いじゃないけど、人間関係がめんどくさい! 上司・同僚・部下を思い通りに操る心理術 』（クロスメディアパブリッシング社、2018年11月26日）　ISBN 978-4295402541[6]
- 『THE REGH 「ザ・レグ」』（2019年11月5日）　ASIN B0813R1LC4[6]
- 『キャッシュレスペイで利益を５倍にする秘密』（2020年1月5日）　ASIN B083JFMDBL[6]
- 『メンタリズム最強の講義〜メンタリストがあなたの心理を操れる理由』（日本実業出版社、2020年3月19日)　ISBN 978-4534057709[6]

## DVD
- 『ロミオ・ロドリゲス・Jr. のスピリチュアル・マジック マインド・ミステリーの世界へようこそ』（GPミュージアムソフト、2007年）　ISBN 9784862822130[7]

## 出演

### テレビ
- 日本テレビ
  - 『ハヌッセンの館』[8]　- ※ 主演
  - 『極上のゲツヨル』　- ※ 主演
  - 『仰天!絶叫!想定外!前田知洋最強マジック』
  - 『リアルメンタメ』
- TBSテレビ
  - 『スパモク！世界の怖い夜～夏休み最後の絶叫SP』[9]
- テレビ朝日
  - 『超マジシャンリーグ』[10]
  - 『笑いの金メダル』
- 読売テレビ
  - 『なるトモ!』
  - 『ホップステップジャンプ』
- 毎日放送
  - 『ちちんぷいぷい』
  - 『せやねん!』
  - 『水野真紀の魔法のレストラン』
- 朝日放送
  - 『お説教アイドル 叱るGENJI』
  - 『気になるオセロ』
- テレビ東京
  - 『えびチャンズー』
  - 『鎌倉７ふしぎ散歩』[8]
- その他
  - 『あすバナ』（テレビ埼玉）　
  - 『渋谷オルガン坂生徒会』（DHCテレビ）

### 雑誌
- 『an-an』（マガジンハウス）
- 『おとなの週末』（講談社）
- 『女性自身』（光文社）
- 『SPA!』（扶桑社）
- 『THE21』（PHP研究所
- 『プレジデント』（プレジデント社）[3]
- 『月刊ムー』（ワン・パブリッシング）
- 『ダ・ヴィンチ』（KADOKAWA）
- 『KANSAI1週間』（講談社）